# Sportforum Leipzig
Das Leipziger Sportforum ist ein Sportgelände nordwestlich der Leipziger Innenstadt. Es wird begrenzt von der Jahnallee, der Friedrich-Ebert-Straße und dem Elsterbecken. Seit 2004 führt die Straße Am Sportforum mittig in Nord-Süd-Richtung hindurch. Manchmal wird der Begriff synonym für das inbegriffene Zentralstadion verwendet.

## Bauwerke

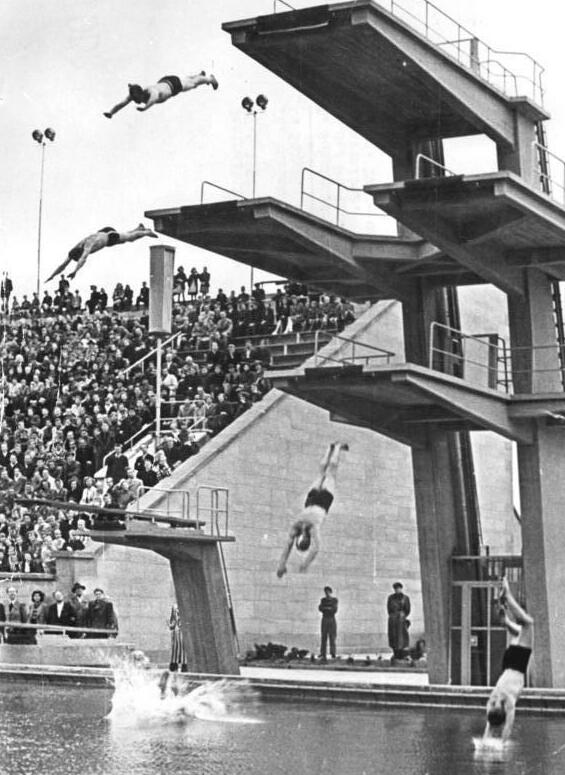
Schwimmstadion im Jahr 1952

Auf dem Gelände des Sportforums befinden sich:
- Red Bull Arena (zum ursprünglichen Bauwerk siehe Zentralstadion Leipzig (1956))
- Quarterback Immobilien Arena (2002)[1]
- Leipziger Festwiese
- Sportmuseum Leipzig (nicht öffentlich zugänglich)
- Schwimmstadion (bis 2004)

Das 1952 erbaute und damals 9.000 Zuschauer fassende Schwimmstadion wurde 2004 abgerissen, lediglich die Nordtribüne wurde erhalten und baulich gesichert. Sie soll das neue Domizil des Sportmuseums werden. Ein Hockeystadion, das sich südlich des Schwimmstadions befand, wurde im Jahr 2000 abgerissen.
Auf dem Gelände befinden sich weiterhin diverse Trainingsstätten und andere Sportanlagen, so die vom Olympiastützpunkt Leipzig und verschiedenen Vereinen genutzte Leichtathletik-Nordanlage. Dort hat auch das Leichtathletikzentrum Leipzig (LAZ) seinen Sitz.
Die Festwiese, die Arena und das Stadion werden seit 2002 von der privaten ZSL Betreibergesellschaft mbH mit Veranstaltungen im Bereich Sport und Kultur (Konzerte) bespielt.
Direkt südlich gegenüber dem Sportforum befindet sich der umfangreiche Gebäude- und Sportstättenkomplex der ehemaligen Deutschen Hochschule für Körperkultur (DHfK), der seit der Auflösung der Hochschule nach der deutschen Wiedervereinigung von der sportwissenschaftlichen Fakultät der Universität Leipzig genutzt wird. Westlich des Sportforums, auf der gegenüberliegenden Seite des Elsterbeckens, befinden sich das Gelände der Leipziger Kleinmesse und weitere Sportplätze auf dem Gelände des Trainingszentrums des Fußballvereins RB Leipzig.

## Geschichte

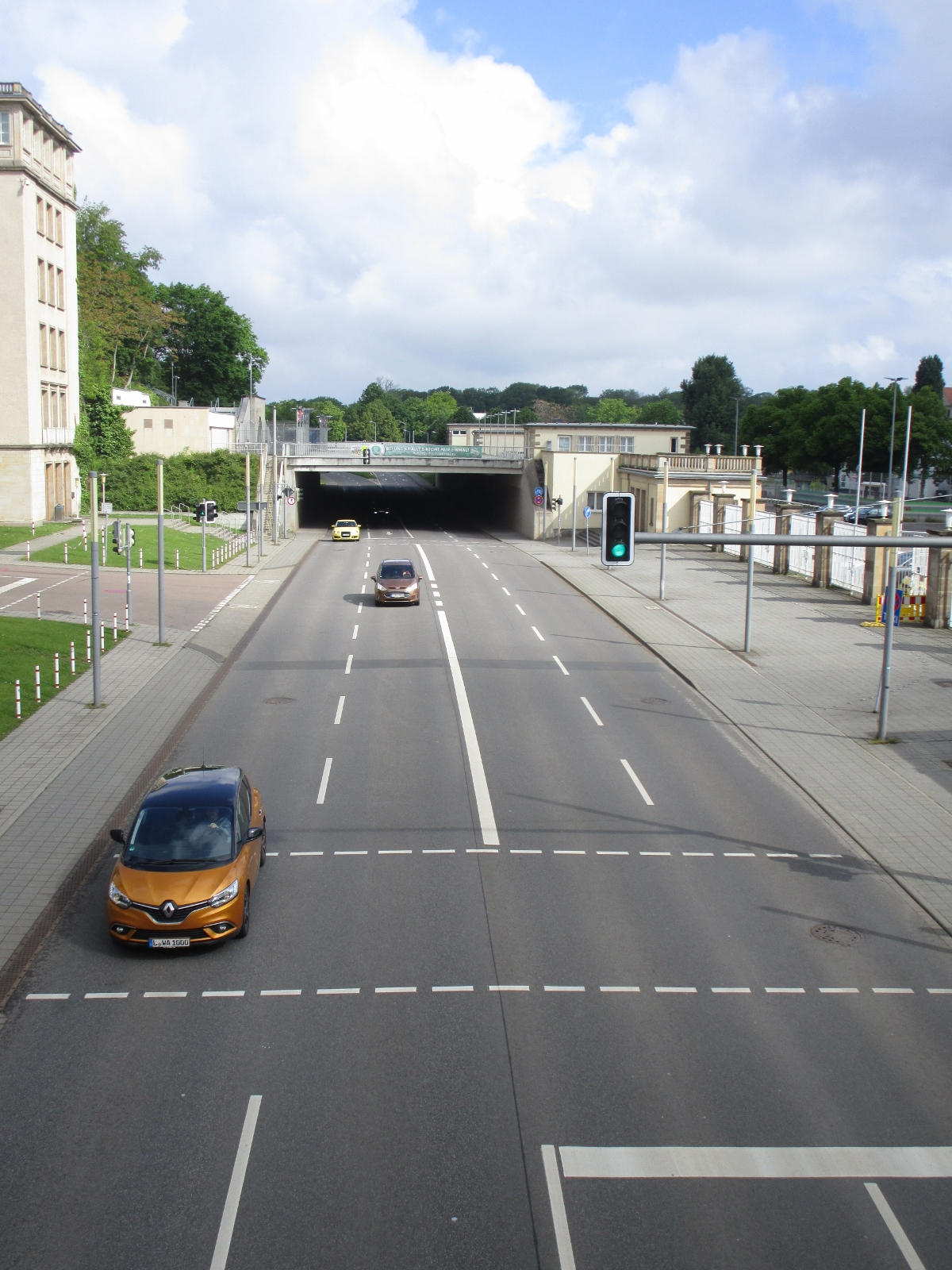
Straße Am Sportforum. Hinten einer der beiden 100 Meter langen Tunnel

Ursprünglich war das im Bereich des Gewässerknotens Leipzig gelegene Gelände geprägt von feuchten Wiesen, die erst einmal trockengelegt werden mussten, damit sie bebaubar wurden. Nachdem diese Voraussetzung durch die Wasserregulierungsmaßnahmen des 19. und 20. Jahrhunderts gegeben war, entstand das Stadiongelände am Elsterbecken zwischen 1954 und 1956 unter der Leitung von Karl Souradny. Der 23 Meter hohe Wall des Stadions wurde aus vielen Kubikmetern Kriegstrümmern geformt.
Hier wurden während der DDR-Zeit die Turn- und Sportfeste als auch nationale und internationale Leichtathletikwettkämpfe veranstaltet.
1997 war es der Ort des Abschlussgottesdienstes des Leipziger Kirchentages. In der Amtszeit des Stadtbaurats und Olympiabeauftragten der Stadt Leipzig, Engelbert Lütke Daldrup, wurde das Sportforum umgestaltet. So wurde die 900 Meter lange 4-streifige Straße Am Sportforum in Nord-Süd-Richtung mittig durch das Gelände gebaut. Um die trennende Wirkung zu vermindern, wurde die Straße durch zwei jeweils 100 Meter lange Tunnel unter der denkmalgeschützten Treppenanlage des Zentralstadions hindurchgeführt (Bauzeit 1999–2004). Das Stadion wurde um die Jahrtausendwende nach den Entwürfen des Architekturbüros Wirth + Wirth (Basel und Leipzig) ebenfalls umgebaut. Außerdem wurden die oben erwähnten Abrissmaßnahmen durchgeführt und die Mehrzweckhalle Arena Leipzig erbaut.
2006 fanden hier fünf Spiele der Fußball-Weltmeisterschaft statt. Später wurde das Stadion zur Heimspielstätte des 2009 gegründete Vereins RB Leipzig. In der Straße Am Sportforum hat sich der Start- und Zielbereich des alljährlich stattfindenden Leipzig-Marathons (2020, 2021 und 2022 wegen der COVID-19-Pandemie abgesagt) etabliert. 
Die Stadtverwaltung hat im Mai 2023 den Entwurf eines Rahmenplans für das Stadionumfeld vorgelegt, zu dem vor der geplanten Beschlussfassung des Stadtrats eine Bürgerbeteiligung durchgeführt wird. Der Plan soll den Rahmen setzen für die weitere Entwicklung des Stadionvorplatzes, der Festwiese, der vierreihige Baumallee an der Friedrich-Ebert-Straße sowie der angrenzenden öffentlichen Freiflächen.

## Bilder

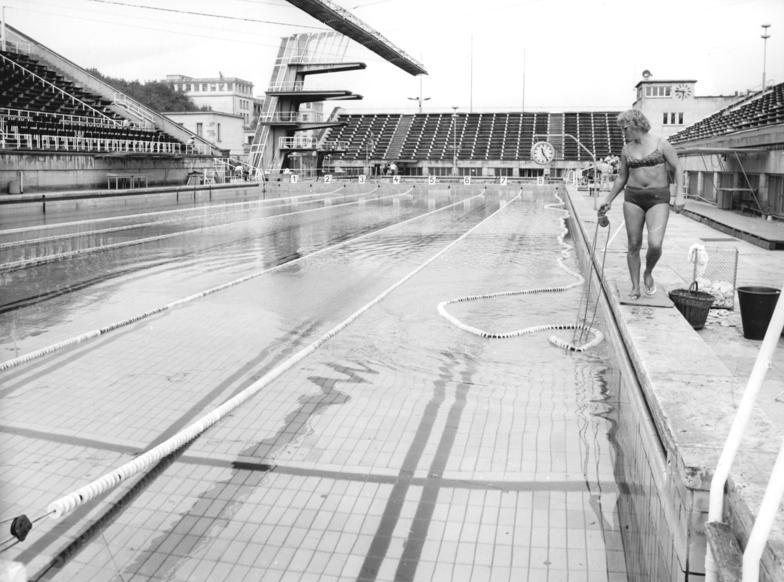
Schwimmstadion (1971)
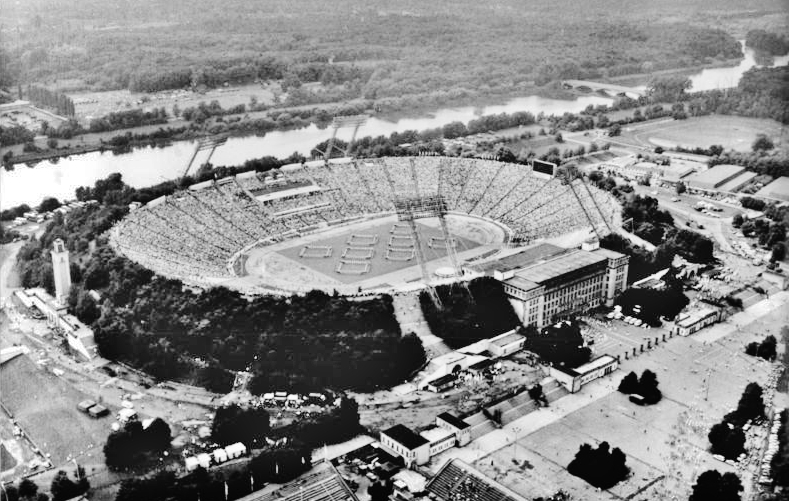
Nördliches Sportforum: Altes Stadion, Nordanlage mit Leichtathletikbahn (1987)
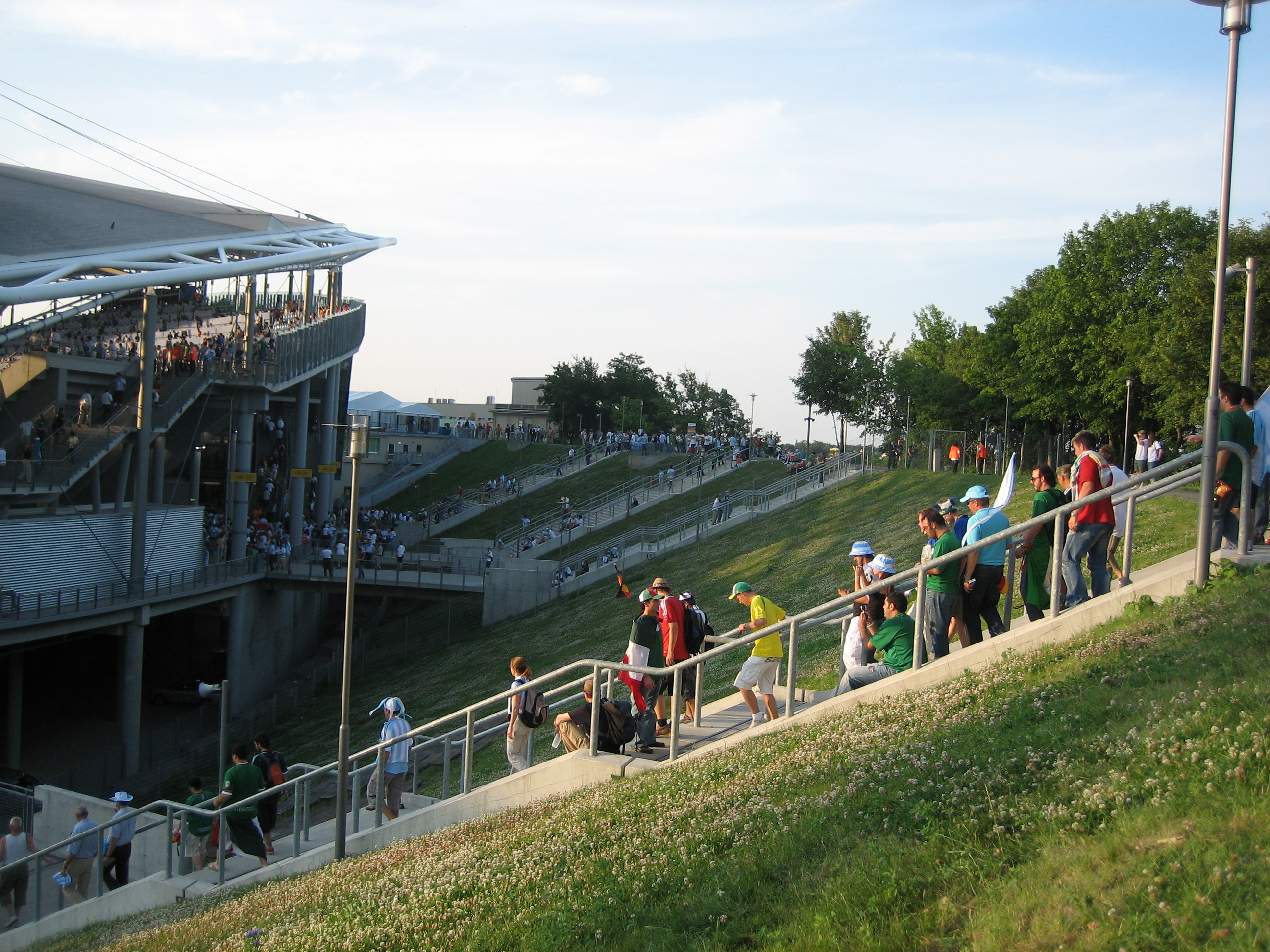
Eingang ins neue Stadion über den alten Wall (2006)
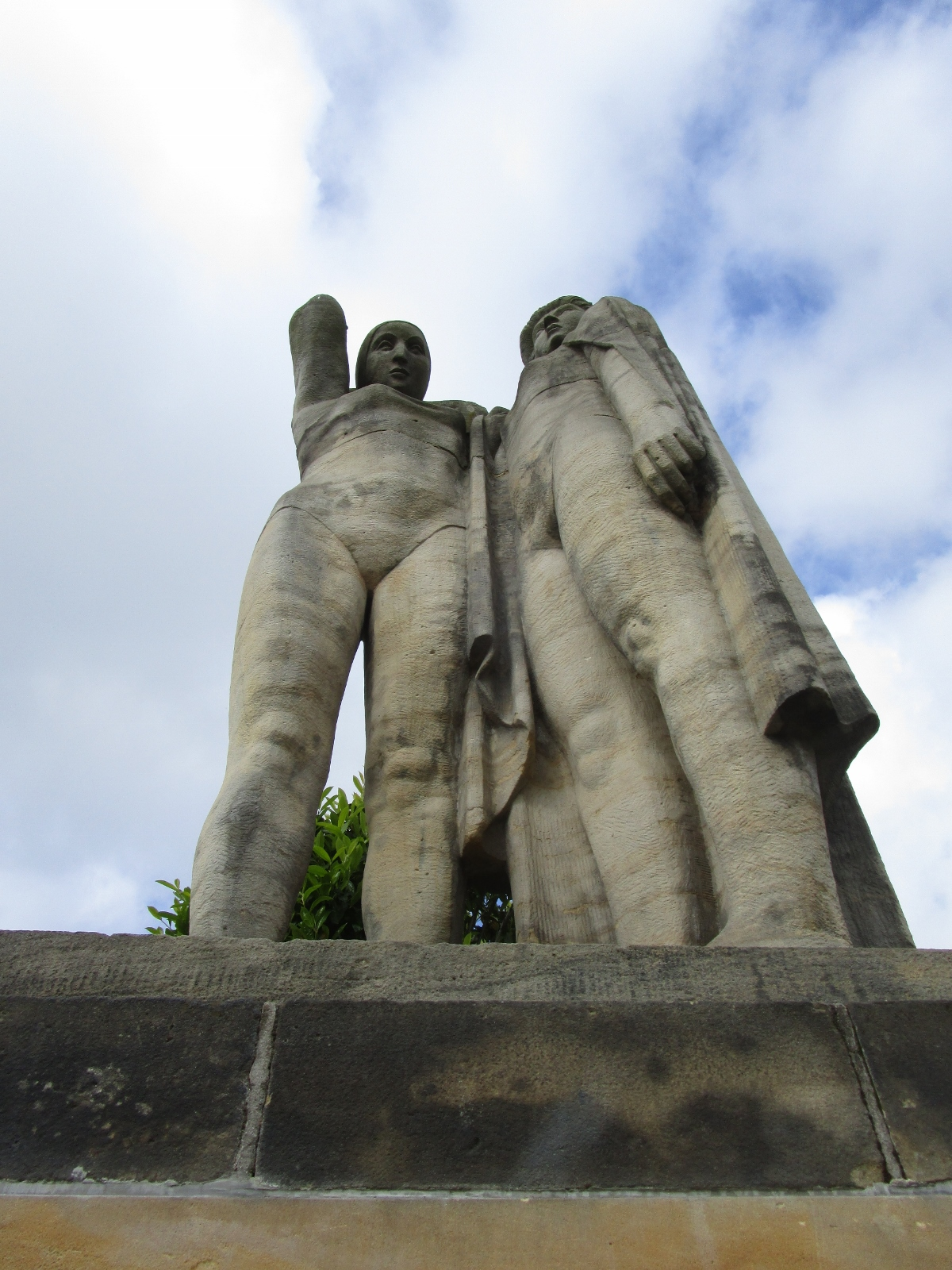
Das Sportlerdenkmal steht am Stadionvorplatz in Leipzig (Red Bull Arena).